# Kuwait i olympiska sommarspelen 2020
Kuwait deltog med nio deltagare, sju män och två kvinnor, i de olympiska sommarspelen 2020 i Tokyo, som på grund av Covid-19-pandemin hölls från den 23 juli till den 8 augusti 2021, där de vann en bronsmedalj i skytte.

## Medaljörer
| Medalj | Namn                | Sport  | Gren  |
| ------ | ------------------- | ------ | ----- |
| Brons  | Abdullah Al-Rashidi | Skytte | Skeet |